# Johann Gottlieb Töllner
Johann Gottlieb Töllner (* 9. Dezember 1724 in Charlottenburg; † 26. Januar 1774 in Frankfurt (Oder)) war ein deutscher evangelischer Theologe.
Töllner begann 1741 an der Universität Halle zu studieren, wo er unter anderem Schüler von Siegmund Jakob Baumgarten war und 1748 in Theologie promoviert wurde.
1756 wurde er außerordentlicher Professor der Theologie an der Universität Frankfurt an der Oder und 1760 dort ordentlicher Philosophieprofessor.

## Werke
- Ein Christ und ein Held, oder einige besondere Nachrichten von dem berühmten königl.-preuß. General-Feldmarschalle Grafen von Schwerin. Frankfurt/Oder: Kleyb, 1758.
- Grundriß der dogmatischen Theologie. Frankfurt a. d. O. 1760.
- Grundriss einer erwiesenen Hermeneutik der heiligen Schrift. Züllichau : Kosten der Waysenhaus- und Frommannischen, 1765.
- Der Thätige Gehorsam Jesu Christi. Breslau: Bei Johann Ernst Meyern, 1768.
- Meine Ueberzeugungen. Berlin: Mylius, 1770
- Die göttliche Eingebung der heiligen Schrift. Mietau ; Leipzig: Hinz, 1772.
- Versuch eines Beweises der christlichen Religion für jederman. Mitau: Hinz, 1772.